# Atractiella
Atractiella Sacc. (lepkogłówka) – rodzaj grzybów z rodziny suchogłówkowatych (Phleogenaceae).

## Systematyka i nazewnictwo
Pozycja w klasyfikacji: Phleogenaceae, Atractiellales, Incertae sedis, Atractiellomycetes, Pucciniomycotina, Basidiomycota, Fungi (według Index Fungorum).
Nazwę polską podał Władysław Wojewoda w 2003 r., wcześniej używał też nazwy tarczóweczka.
Synonimy: Hoehnelomyces Weese, Pilacrella J. Schröt.
Gatunki
- Atractiella brunaudiana Sacc. 1886
- Atractiella columbiana Bandoni & Inderb. 2002
- Atractiella delectans (Möller) Oberw. & Bandoni 1982
- Atractiella macrospora (Penz. & Sacc.) R.T. Moore 1987
- Atractiella muscigena (Speg.) Speg. 1910
- Atractiella rhizophila Bonito, K. Hameed, Aime & Vilgalys 2017
- Atractiella solani (Cohn & J. Schröt.) Oberw. & Bandoni 1982 – lepkogłówka ziemniaczana

Wykaz gatunków (nazwy naukowe) na podstawie Index Fungorum. Nazwy polskie według W. Wojewody.